# Заборная (приток Ласьвы)
Заборная — малая река в Перми, левый приток Ласьвы. Берёт начало в лесном массиве на правом берегу Камы, в Кировском районе Перми. Длина реки — 9,8 км.
В питании реки Заборной 56 % приходится на талые воды, остальное — на дождевые и грунтовые воды. По водному режиму река относится к восточноевропейскому типу с выраженным весенним половодьем, летне-осенним дождевым паводком и длительной устойчивой зимней меженью.

## Известные притоки

### Правый приток
Длина ручья около 1,3 км, ширина достигает 1 м. Скорость течения 0,3—0,5 м/с. Ручей берёт начало на заболоченной территории между улицами Заборной и Бузулукской, в 10 м от лесного массива на высоте около 130 м над уровнем моря. Протекает в основном в южном направлении. Ручей пересекают 4 деревянных моста, в местах пересечения с улицами Бузулукской, Кудымкарской, Ирбитской и Башкирской установлены коллекторы. Приток впадает в реку Заборную справа на пересечении Бузулукской и Башкирской улиц, близ железнодорожной станции Курья на высоте от 100 до 120 м над уровнем моря. Берега южной части ручья покрыты луговой растительностью, в северной части берёзово-еловым смешанным лесом.
Согласно исследованию, проведённому в 2008 году, берега захламлены скоплениями бытового и строительного мусора. В районе пересечения с Кудымкарской улицей русло подвержено сильному техногенному воздействию, местами перекопано.

### Левый приток
Длина ручья — около 1 км, ширина — до 0,5 м, на отдельных участках достигает 1,5 м. Скорость течения 0,2—0,3 м/с. Ручей берёт начало из болота площадью 50 м² в 200 м к северу от пересечения улиц Кедровой и Витимской и в 400 м к западу от болота Налимовского на высоте от 100 до 120 м над уровнем моря. Протекает в основном в западном направлении. В 370 м от истока пересекает улицу Запольскую и перекрыт деревянным мостиком. Через 250 м ниже по течению пересекает улицу Новосельскую и перекрыт мостом шириной 3 м, при этом ручей проходит через коллектор в виде трубы диаметром 0,7 м. Ещё через 400 м пересекает улицу Черногорскую через коллектор в виде трубы диаметром 0,5 м. Ручей впадает в реку Заборную слева в 50 м от её пересечения с Черногорской улицей.
Южный берег ручья застроен, северный берег покрыт луговой растительностью. Ручей разделяет посёлки Кирова (южнее) и Налимиха (севернее), входящие в состав Перми.
Согласно исследованию, проведённому в 2008 году, берега и русло притока загрязнены скоплениями бытового и строительного мусора.